# John Keegan
Sir John Desmond Patrick Keegan (15. května 1934, Londýn – 2. srpna 2012, Kilmington) byl britský vojenský historik.

## Životopis
Po 2. světové válce, kterou strávil na venkově, byl poslán na jezuitskou Wimbledon College. V roce 1947 u něj propukla tuberkulóza, která ho sužovala několik let a zanechala trvalé následky. Studoval na Oxfordu a aktivně se zajímal o vojenskou historii. Později získal místo lektora na Royal Military Academy. Napsal řadu knih o minulých vojenských konfliktech, ale dokumentoval i současné válčení, například válku v Libanonu.
V roce 2000 byl povýšen do šlechtického stavu a byl členem Royal Society of Literature a Royal Historical Society. I přes velké zdravotní potíže ke konci života stále publikoval v tisku a udržoval korespondenci.
Byl ženatý se spisovatelkou Susanne Everettovou, narodily se jim čtyři děti.

## Dílo
- Barbarossa: Invasion of Russia, 1941 (New York, 1971) ISBN 0-345-02111-8
- Opening Moves - August 1941 (New York: Ballantine, 1971) ISBN 0-345-09798-X
- The Face of Battle (Londýn, 1976) ISBN 0-670-30432-8
- The Nature Of War with Joseph Darracott (New York: Holt, Rinehart and Winston, 1981) ISBN 0-03-057777-2
- Six Armies in Normandy (1982) ISBN 0-14-005293-3
- Zones Of Conflict: An Atlas Of Future Wars with Andrew Wheatcroft (New York, 1986) ISBN 0-671-60115-6
- Soldiers, A History of Men in Battle, spoluautor Richard Holmes (New York: Viking Press, 1986) ISBN 0-670-80969-1
- The Mask of Command (Londýn, 1987) ISBN 0-7126-6526-9
- The Price of Admiralty (1988) ISBN 0-09-173771-0
- Who Was Who In World War II (1978) ISBN 0-85368-182-1
- The Illustrated Face of Battle (New York and Londýn: Viking, 1988) ISBN 0-670-82703-7
- The Second World War (Viking Press, 1990) ISBN 0-670-82359-7
- A History of Warfare (Londýn, 1993) ISBN 0-679-73082-6
- The Battle for History: Refighting World War Two (Vintage Canada, 1995) ISBN 0-679-76743-6
- Warpaths (Pimlico, 1996) ISBN 1-84413-750-3
- Fields of Battle: The Wars for North America (1997) ISBN 0-679-74664-1
- War and Our World: The Reith Lectures 1998 (Londýn: Pimlico, 1999) ISBN 0-375-70520-1
- The Book of War (ed.) (Viking Press, 1999) ISBN 0-670-88804-4
- The First World War (Londýn: Hutchinson, 1998) ISBN 0-09-180178-8; (New York: Knopf, 1999) ISBN 0-375-40052-4
- Winston Churchill (2002) ISBN 0-670-03079-1
- Intelligence in War: Knowledge of the Enemy from Napoleon to Al-Qaeda (2003) ISBN 0-375-40053-2
- The Iraq War (2004) ISBN 0-09-180018-8
- Atlas of World War II (ed.) (Londýn: Collins, 2006) ISBN 0-00-721465-0
- The American Civil War (Londýn, Hutchinson, 2009) ISBN 978-0-09-179483-5